# Lydie Evrard
Pour les articles homonymes, voir Evrard.
 (avril 2025).
La mise en forme du texte ne suit pas les recommandations de Wikipédia : il faut le « wikifier ».
Les points d'amélioration suivants sont les cas les plus fréquents. Le détail des points à revoir est peut-être précisé sur la page de discussion.
- Les titres sont pré-formatés par le logiciel. Ils ne sont ni en capitales, ni en gras.
- Le texte ne doit pas être écrit en capitales (les noms de famille non plus), ni en gras, ni en italique, ni en « petit »…
- Le gras n'est utilisé que pour surligner le titre de l'article dans l'introduction, une seule fois.
- L'italique est rarement utilisé : mots en langue étrangère, titres d'œuvres, noms de bateaux, etc.
- Les citations ne sont pas en italique mais en corps de texte normal. Elles sont entourées par des guillemets français : « et ».
- Les listes à puces sont à éviter, des paragraphes rédigés étant largement préférés. Les tableaux sont à réserver à la présentation de données structurées (résultats, etc.).
- Les appels de note de bas de page (petits chiffres en exposant, introduits par l'outil «  Source ») sont à placer entre la fin de phrase et le point final[comme ça].
- Les liens internes (vers d'autres articles de Wikipédia) sont à choisir avec parcimonie. Créez des liens vers des articles approfondissant le sujet. Les termes génériques sans rapport avec le sujet sont à éviter, ainsi que les répétitions de liens vers un même terme.
- Les liens externes sont à placer uniquement dans une section « Liens externes », à la fin de l'article. Ces liens sont à choisir avec parcimonie suivant les règles définies. Si un lien sert de source à l'article, son insertion dans le texte est à faire par les notes de bas de page.
- La présentation des références doit suivre les conventions bibliographiques. Il est recommandé d'utiliser les modèles {{Ouvrage}}, {{Chapitre}}, {{Article}}, {{Lien web}} et/ou {{Bibliographie}}. Le mode d'édition visuel peut mettre en forme automatiquement les références.
- Insérer une infobox (cadre d'informations à droite) n'est pas obligatoire pour parachever la mise en page.

Pour une aide détaillée, merci de consulter Aide:Wikification.
Si vous pensez que ces points ont été résolus, vous pouvez retirer ce bandeau et améliorer la mise en forme d'un autre article.
Lydie Evrard, née Lydie Xuân Thuy Nguyen, est une ingénieure française, directrice générale adjointe de l'Agence internationale de l'énergie atomique (AIEA) et également à la tête du Département de la sûreté et de la sécurité nucléaires de cette même agence.

## Biographie
Evrard a décroché un premier diplôme d'ingénieure à Mines Douai puis a obtenu un master à l'École nationale supérieure du pétrole et des moteurs en opérations pétrolières et gazières et administration publique.
Evrard est devenue ingénieure en 1995 alors qu'elle a commencé à travailler au ministère français de l'Énergie.

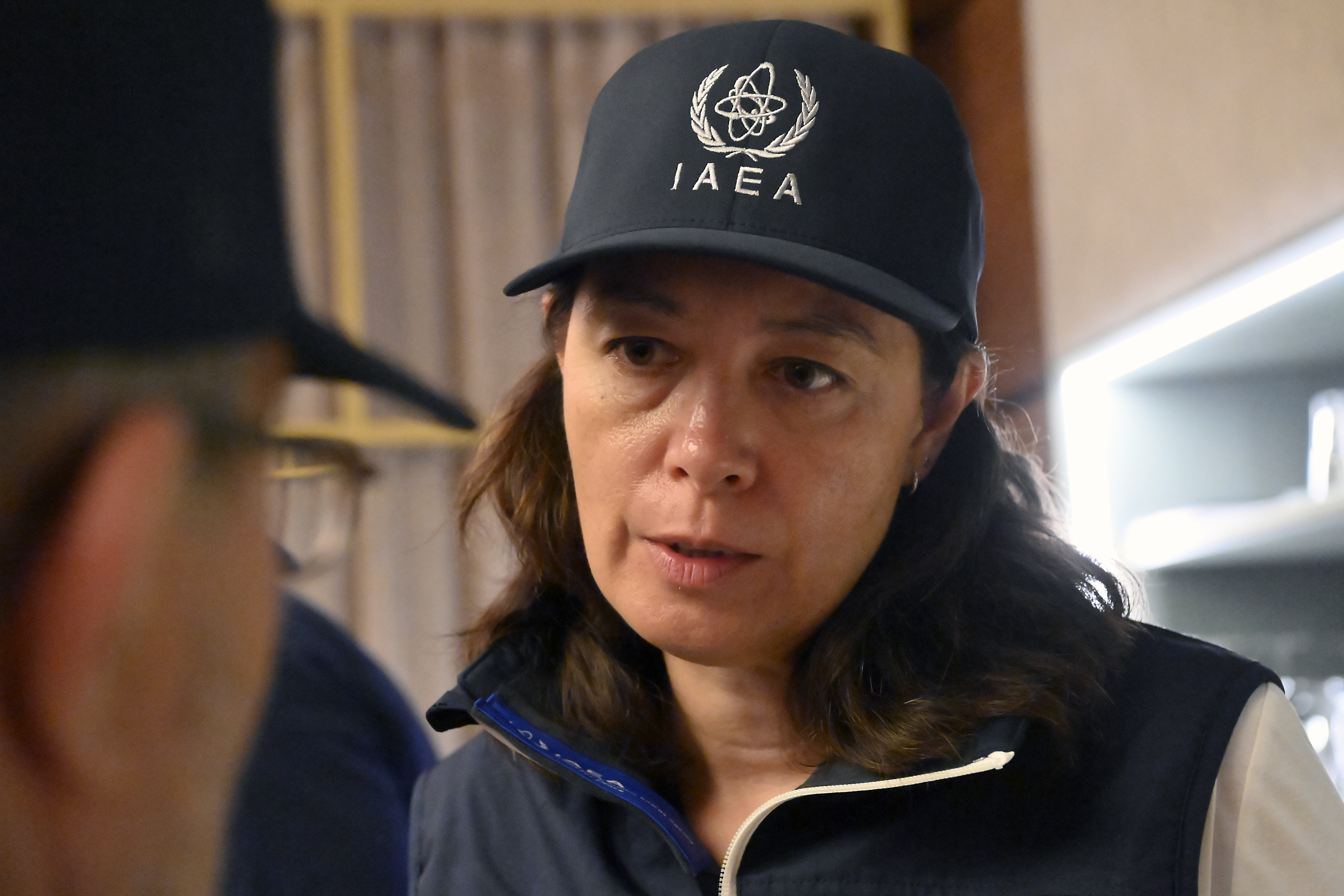
Lydie Evrard en visite à la centrale nucléaire de Zaporijia (Ukraine) en 2022

Elle a travaillé pendant plus de 10 ans pour l'Autorité de Sûreté Nucléaire où elle a exercé des fonctions en lien avec la gestion des déchets, le démantèlement des installations, le contrôle de la radioprotection et les pollutions par substances radioactives.
Elle a également assuré des fonctions de déléguée interministérielle aux normes, de sous-directrice à la direction générale des entreprises, et a travaillé pour le ministère chargé de l'Environnement dans le domaine de la protection de l'environnement.
En avril 2021, elle est nommée chef du Département de la sûreté et de la sécurité nucléaires de l’AIEA, créé en 1996 en réponse à l'accident nucléaire de Tchernobyl. Elle a également été directrice générale adjointe de l'AIEA. Cette même année elle fut décorée de la Légion d'honneur.
En septembre 2021, elle inspectait la centrale nucléaire de Fukushima Daiichi, au Japon, à la suite de l'accident nucléaire consécutif au séisme et tsunami de mars 2011 afin de s'assurer que des mesures correctives avaient été prises. En février 2022, elle participe à l'évaluation des plans du gouvernement japonais visant à rejeter de l’eau contaminée dans la mer. En octobre 2023, elle a confirmé que le rejet des eaux usées de la centrale répondait aux normes de sécurité.
Le 29 août 2022, elle participe au déplacement d'une équipe de sûreté, dirigée par Rafael Grossi, directeur général et Massimo Aparo (en), directeur adjoint de l'AIEA, envoyée pour enquêter sur la centrale nucléaire de Zaporijjia en Ukraine. Cette visite n''identifie aucune fuite, malgré des bombardements ayant eu lieu précédemment.
En mai 2024, elle annonce que des travaux complémentaires sur l'utilisation de réacteurs nucléaires flottants sont nécessaires à la suite de l'annonce des projets chinois d'utiliser de tels réacteurs en mer de Chine méridionale.
En avril 2025 elle est proposée pour le poste de directrice générale de l'Agence nationale pour la gestion des déchets radioactifs (Andra).